# ژاک لو گوف
ژاک لو گوف (فرانسوی: Jacques Le Goff‎; زاده ۱ ژانویهٔ ۱۹۲۴ – درگذشته ۱ آوریل ۲۰۱۴) یک تاریخ‌نگار و کارشناس مشهور بین‌المللی قرون وسطی اهل فرانسه بود. لوگوف دوره طولانی عمر خود را به آثار باستانی قرون وسطی اختصاص داد و رویکرد کارشناسانه این دوره را با بررسی همه جنبه‌های زندگی جامعه در آن دوره تغییر داد. وی در سه شنبه ۱ آوریل ۲۰۱۴ در سن ۹۰ سالگی در پاریس درگذشت.
وی استاد دانشگاه‌های فرانسه در رشته تاریخ قرون وسطی و مدیر مدرسه مطالعات علوم اجتماعی (به انگلیسی: School for Advanced Studies in the Social Sciences) و از بنیان‌گذاران مجله معتبر وقایع‌نامه در فرانسه است. این نویسنده و مورخ تاکنون جوایز علمی فراوانی را در سراسر به خود اختصاص داده‌است که از جمله آن می‌توان به مدال‌های طلای مرکز ملی تحقیقات علمی CNRS (سال ۱۹۹۱)، جایزه مورخان شهر مونستر (۱۹۹۳) و جایزه هگل شهر اشتوتگارت آلمان اشاره کرد. همچنین وی مدیر و رئیس گروه مطالعات تاریخی احداث اروپا است.